# On a Wire
On a Wire è il terzo album in studio del gruppo musicale statunitense The Get Up Kids, pubblicato nel 2002.

## Tracce
1. Overdue – 2:59
2. Stay Gone – 3:04
3. Let the Reigns Go Loose – 3:43
4. Fall From Grace – 3:39
5. Grunge Pig – 4:09
6. High as the Moon – 3:27
7. All That I Know – 3:21
8. Walking on a Wire – 5:17
9. Wish You Were Here – 3:32
10. Campfire Kansas – 3:04
11. The Worst Idea – 3:25
12. Hannah Hold On – 3:48

## Formazione
- Matt Pryor - voce, chitarra
- Jim Suptic - chitarra, voce
- James Dewees - tastiere, voce
- Rob Pope - basso
- Ryan Pope - batteria